# 태풍 밥스 (1998년)
태풍 밥스 (Typhoon Babs)는 1998년에 북서태평양에서 발생한 제11호 태풍이다. 필리핀에 심각한 피해를 남겼다.

## 피해
- 327명 사망
- 29명 실종
- 피해총액 2억 300만 달러

## 같이 보기
- 1998년 태풍